# 千葉県立印旛特別支援学校
千葉県立印旛特別支援学校（ちばけんりつ いんばとくべつしえんがっこう）は、千葉県印西市平賀にある公立特別支援学校。知的障害者を教育対象とする。

## 沿革
- 1980年4月1日 - 開校
- 1988年4月1日 - 千葉県立富里養護学校（当時）の設立に伴い、児童・生徒の一部を同校へ分割。
- 2007年4月1日 - 学校名を「千葉県立印旛養護学校」から「千葉県立印旛特別支援学校」に変更
- 2012年4月1日 - 千葉県立佐倉南高等学校内に千葉県立印旛特別支援学校さくら分校を設置
- 2017年4月1日 - 千葉県立栄特別支援学校の設立に伴い、児童・生徒の一部を同校へ分割。

## 学部
- 小学部 - 2009年度は12学級に43名の児童が在籍。
- 中学部 - 2009年度は9学級に37名の生徒が在籍。
- 高等部 - 2009年度は14学級に89名の生徒が在籍。

## 校歌
1982年制定。作詞は『かもめが翔んだ日』や『さすらいの道』や『日立の樹』等で知られる伊藤アキラであり、作曲は『おもちゃのチャチャチャ』や『サザエさん』等で知られる越部信義によるものである。なお、2007年4月の校名変更に伴い、歌詞が一部変更になっている。